# Østre Borgesyssels prosteri

Prosterier i Borgs stift. Det gröna området på kartan är Østre Borgesyssels prosteri.

Østre Borgesyssels prosteri (norska: Østre Borgesyssel prosti) är ett kontrakt (prosteri, norska: prosti) i Borgs stift inom Norska kyrkan. Kontraktet omfattar kommunerna Aremark, Indre Østfold, Marker, Rakkestad och Skiptvet i Østfold fylke samt Aurskog-Hølands kommun i Akershus fylke i sydöstra Norge.
Namnet syftar på att kontraktet omfattar kommuner i den östra delen av det historiska området Borgesyssel.

## Socknar
Østre Borgesyssels prosteri består av 15 socknar (norska: sokn eller sogn):
- Aremarks socken
- Askims socken
- Aurskogs socken
- Bjørkelangens socken
- Eidsbergs socken
- Hobøl og Tomters socken
- Løkens socken
- Markers socken
- Rakkestads socken
- Rømskogs socken
- Setskogs socken
- Skiptvets socken
- Spydebergs socken
- Søndre Hølands socken
- Trøgstad og Båstads socken